# Cyrtanthus staadensis
Cyrtanthus staadensis là một loài thực vật có hoa trong họ Amaryllidaceae. Loài này được Schönland mô tả khoa học đầu tiên năm 1914.